# Lekkoatletyka na Światowych Wojskowych Igrzyskach Sportowych 2019 – sztafeta 4 × 400 m kobiet
Sztafeta 4 × 400 metrów kobiet – jedna z konkurencji lekkoatletycznych, zespołowych rozegranych w dniu 26 października 2019 roku podczas 7. Światowych Wojskowych Igrzyskach Sportowych na kompleksie sportowym WH FRSC Stadium w Wuhanie. Polska sztafeta zdobyła złoty medal wynikiem 3:27,84 min, który jest nowym rekordem igrzysk wojskowych.

## Terminarz
| Data                      | Godzina (UTC+08:00) | Wydarzenie |
| ------------------------- | ------------------- | ---------- |
| 26 października 2019(dts) | 19:55               | Finał      |

## Rekordy
Tabela prezentuje rekord świata, a także rekord Igrzysk wojskowych (CSIM) przed rozpoczęciem mistrzostw.
|                                   | Zawodnik                                                                                  | Wynik   | Miejsce   | Data                     |
| --------------------------------- | ----------------------------------------------------------------------------------------- | ------- | --------- | ------------------------ |
| Rekord świata                     | ZSRR · (Tatjana Ledowska, Olga Nazarowa, Marija Pinigina, Olha Bryzhina)                  | 3:15,17 | Seul      | 1 października 1988(dts) |
| Rekord Igrzyska wojskowych (CSIM) | Rosja · (Jekatierina Rieńżyna, Nadieżda Kotlarowa, Ksienija Ryżowa, Antonina Kriwoszapka) | 3:28,75 | Mungyeong | 6 października 2015(dts) |

## Uczestnicy
Jedno państwo mogło zgłosić maksymalnie do sztafety sześć zawodniczek. Do zawodów zgłoszonych zostało 29 zawodniczek reprezentujących 7 kraje, sklasyfikowanych zostało 6 sztafet, nie stawiły się na starcie zawodniczki Dominikany. Złoty medal zdobyły Polki, srebrny Rosjanki, a brązowy Ukrainki.

## Medaliści
| Złoto                                                                                              | Srebro                                                                     | Brąz                                                                              |
| Polska · Anna Kiełbasińska · Małgorzata Hołub-Kowalik · Joanna Linkiewicz · Justyna Święty-Ersetic | Rosja · Alona Tamkowa · Wiera Rudakowa · Ksienija Ustałowa · Polina Miller | Ukraina · Maria Mykolenko · Anastazja Bryzgina · Kateryna Klimiuk · Anna Ryżykowa |

## Finał
| Pozycja | Tor | Państwo    | Zawodnicy                                                                                | Czas    | Uwagi |
| ------- | --- | ---------- | ---------------------------------------------------------------------------------------- | ------- | ----- |
| 01 !    | 3   | Polska     | Anna Kiełbasińska, Małgorzata Hołub-Kowalik, Joanna Linkiewicz, Justyna Święty-Ersetic   | 3:27,84 | CR    |
| 02 !    | 8   | Rosja      | Alona Tamkowa, Wiera Rudakowa, Ksienija Ustałowa, Polina Miller                          | 3:30.66 |       |
| 03 !    | 5   | Ukraina    | Maria Mykolenko, Anastasija Bryzhina, Kateryna Klimiuk, Anna Ryżykowa                    | 3:33,68 |       |
| 4       | 7   | Bahrajn    | Aminat Jamal, Nelly Jepkosgei, Fatima Moubarak, Iman Essa Jasim                          | 3:38,24 |       |
| 5       | 4   | Sri Lanka  | Upamalika Rathnakumari, Nimali Liyanarachchi, Gayanthika Abeyrathne, Nadeesha Ramanayake | 3:43,33 |       |
| 6       | 2   | Chiny      | Ma Chengna, Xie Zeru, Wang Yu, Jiang Yifan                                               | 3:47,64 |       |
| -       | 6   | Dominikana |                                                                                          | DNS     |       |

Źródło: Wuhan